# Ali Bencheikh
Ali Bencheikh (ur. 9 stycznia 1955 w Bordj Bou Arreridj) – algierski piłkarz występujący na pozycji pomocnika. Uczestnik Mistrzostw Świata 1982.

## Kariera klubowa
Przez większą część kariery piłkarskiej reprezentował barwy klubu MC Algier. Z klubem z Algieru wygrał w 1976 roku Afrykańską Ligę Mistrzów. Ponadto pięciokrotnie zdobył Mistrzostwo Algierii w 1975, 1976, 1978, 1979, oraz trzykrotnie Puchar Algierii 1973, 1976, 1983 roku. Grał też króko w DNC Algier i JSM Chéraga.

## Kariera reprezentacyjna
Ali Bencheikh występował w reprezentacji Algierii w latach siedemdziesiątych i osiemdziesiątych.
Z reprezentacją Algierii uczestniczył w eliminacjach do Mistrzostw Świata 1978.
W 1982 uczestniczył w Mistrzostwach Świata. Na Mundialu był rezerwowym i nie wystąpił w żadnym spotkaniu.